# Seznam smíšených sportů
Toto je seznam smíšených sportů a sportovních disciplín, tedy takových sportů nebo i jejich jednotlivých disciplín, ve kterých muži soutěží společně se ženami.

## Smíšené sporty
- ultimate frisbee
- dostihový sport (netýká se koní, některé dostihy jsou vypsány pouze pro klisny nebo hřebce)
- jezdectví (smíšená soutěž se zde týká i koní, kdy klisny soutěží s hřebci a valachy společně)
- korfbal
- taneční sport
- motoristický sport

## Smíšené sportovní soutěže

### Raketové sporty
- smíšená čtyřhra v badmintonu
- smíšená čtyřhra v tenisu
- smíšená čtyřhra ve stolním tenisu

### Taneční a akrobatické sporty
- akrobatický rokenrol
- sportovní dvojice v krasobruslení
- synchronizované bruslení (týmová krasobruslařská soutěž)
- tance na ledě v krasobruslení
- párová smíšená soutěž ve sportovním aerobicu

### Ostatní sporty
- jedna z variant plážového ragby
- týmová soutěž ve speciálním slalomu v alpském lyžování
- jedna z variant veslařských závodů dračích lodí (tzv. mix)
- soutěž dvojic v cyklistické krasojízdě
- smíšená štafeta v biatlonu
- smíšený závod dvojic ve vodním slalomu
- smíšená čtyřhra v plážovém volejbalu